# Escrime aux Jeux olympiques de la jeunesse de 2018
Navigation
Édition précédente Édition suivante
Les épreuves d'escrime aux Jeux olympiques de la jeunesse de 2018 ont lieu au Parque olímpico de la juventud (pavillon Afrique) de Villa Soldati, en Argentine, du 7 au 10 octobre 2018.

## Qualification
Chaque Comité national olympique (CNO) peut inscrire un maximum de 6 escrimeurs, un pour chaque arme, répartis également entre masculins et féminines. 66 places sont attribuées lors des Championnats du monde cadets de Vérone, du 1er au 9 avril 2018. Dix escrimeurs pour chaque arme (un pour l’Afrique, deux pour les Amériques, trois pour l’Asie-Océanie et quatre pour l’Europe) sont qualifiés. En plus, sont également qualifiés les six meilleurs classés en individuel qui ne sont pas encore retenus, avec toujours le principe d’un escrimeur par CNO (2 pour l’Océanie et un pour chaque autre continent). En tant que nation-hôte, l’Argentine a le droit d’inscrire un escrimeur dans chaque arme. Trois wildcards supplémentaires sont attribuées d’une part au Costa Rica, au Liban, au Togo (féminines), et d’autre part à l’Arabie saoudite, à l’Irak et au Sénégal (masculins).
Pour pourvoir participer, il faut être né entre le 1er janvier 2001 et le 31 décembre 2003.
| Pays            | Garçons | Garçons | Garçons | Filles | Filles  | Filles | Total |
| Pays            | Épée    | Fleuret | Sabre   | Épée   | Fleuret | Sabre  | Total |
| --------------- | ------- | ------- | ------- | ------ | ------- | ------ | ----- |
| Algérie         |         |         |         | X      |         | X      | 2     |
| Allemagne       | X       |         | X       |        |         |        | 2     |
| Arabie saoudite |         |         | X       |        |         |        | 1     |
| Argentine       | X       | X*      | X       | X*     |         | X*     | 5     |
| Australie       |         | X       |         |        | X       |        | 2     |
| Autriche        | X       |         |         |        |         |        | 1     |
| Belgique        |         |         |         | X      |         |        | 1     |
| Bulgarie        |         |         |         |        |         | X      | 1     |
| Canada          | X       |         |         |        | X       |        | 2     |
| Chine           | X       | X*      | X       |        | X       | X      | 4     |
| Corée du Sud    |         | X       | X       | X      |         | X      | 4     |
| Costa Rica      |         |         |         |        | X       |        | 1     |
| Égypte          | X       | X       | X       | X      | X       |        | 5     |
| Espagne         |         |         | X       |        |         |        | 1     |
| États-Unis      | X       | X       | X       | X      | X       | X      | 6     |
| France          |         | X       | X       |        | X*      |        | 3     |
| Grèce           |         |         | X       |        | X       | X      | 3     |
| Hong Kong       |         | X       |         | X      | X       | X      | 4     |
| Hongrie         |         |         | X       | X      | X       | X      | 4     |
| Irak            |         |         | X       |        |         |        | 1     |
| Italie          | X       | X       |         | X*     | X       | X*     | 5 (3) |
| Japon           | X       |         | X       |        | X       |        | 3     |
| Kazakhstan      |         |         |         | X      |         |        | 1     |
| Kirghizistan    | X       |         |         |        |         |        | 1     |
| Liban           |         |         |         | X      |         |        | 1     |
| Mexique         |         | X       |         |        |         | X      | 2     |
| Philippines     |         | X*      |         |        |         |        | 1     |
| Pologne         |         | X       |         |        | X       |        | 2     |
| Porto Rico      |         |         | X       |        |         |        | 1     |
| Roumanie        |         |         | X       |        | X       |        | 2     |
| Russie          | X       |         |         | X      |         | X      | 3     |
| Sénégal         |         |         | X       |        |         |        | 1     |
| Taipei chinois  |         | X       |         |        |         |        | 1     |
| Togo            |         |         |         |        | X       |        | 1     |
| Venezuela       |         |         |         |        | X       |        | 1     |
| Total (35 pays) | 11      | 13      | 15      | 14     | 14      | 11     | 78    |

(*) La Chine renonce à engager son fleurettiste qualifié à Vérone et il est remplacé au titre de l’universalité par un fleurettiste philippin. La nation-hôte n’engage que deux escrimeurs sur son quota.

## Programme
Le programme est le suivant 

## Compétitions
| Compétition       | Or | Argent                                                                                            | Bronze                                                                                                  |
| ----------------- | --- | ------------------------------------------------------------------------------------------------- | --- |
| Épée garçons      | Davide Di Veroli | Paul Veltrup (en)                                                                                 | Khasan Baudunov                                                                                         |
| Fleuret garçons   | Armand Spichiger (no)                                                                                                | Kenji Bravo                                                                                       | Jonas Winterberg-Poulsen                                                                                |
| Sabre garçons     | Krisztián Rabb | Jun Hyun                                                                                          | Mazen Elaraby                                                                                           |
| Épée filles       | Kateryna Chorniy (no)                                                                                                | Kaylin Hsieh                                                                                      | Veronika Bieleszová                                                                                     |
| Fleuret filles    | Yūka Ueno | Martina Favaretto                                                                                 | May Tieu                                                                                                |
| Sabre filles      | Liza Pusztai | Natalia Botello (no)                                                                              | Lee Ju-eun                                                                                              |
| Mixte par équipes | Europe 1- Kateryna Chorniy - Martina Favaretto - Liza Pusztai - Davide Di Veroli - Armand Spichiger - Krisztián Rabb | Asie-Océanie 1- Kaylin Hsieh - Yuka Ueno - Lee Ju-eun - Khasan Baudunov - Chen Yi-tung - Hyun Jun | Amérique 1- Emily Vermeule - May Tieu - Natalia Botello - Isaac Herbst - Kenji Bravo - Robert Vidovszky |

## Tableau des médailles
| Rang  | Nation       | Or | Argent | Bronze | Total |
| ----- | ------------ | -- | ------ | ------ | ----- |
| 1     | Hongrie      | 1  | 0      | 0      | 1     |
| -     | Japon        | 1  | 0      | 0      | 1     |
| 3     | Corée du Sud | 0  | 1      | 0      | 1     |
| -     | Italie       | 0  | 1      | 0      | 1     |
| 5     | Égypte       | 0  | 0      | 1      | 1     |
| -     | États-Unis   | 0  | 0      | 1      | 1     |
| Total | Total        | 2  | 2      | 2      | 6     |